# Merete Ries
Merete Jul Ries (født 11. oktober 1938 i København, død 25. maj 2018) var en dansk forlagsdirektør.
Ries blev student fra Aurehøj Statsgymnasium i 1957 og studerede derefter dansk ved Københavns Universitet. Hendes ægteskab med englænderen Paul Ries satte imidlertid en stopper for studierne i 1963, hvor hun flyttede med ham til England. Ægteskabet holdt kun få år.
Da hun i 1966 vendte tilbage til Danmark, blev hun først lærervikar, men kom senere samme år til Gyldendal, hvor hun allerede efter to år blev redaktør. Her stod hun bag en del af den nye kvindelitteratur, bl.a. Jette Drewsen. I 1980 blev hun afskediget som led i en større sparerunde i huset, og valgte at tage et opgør med ledelsen ved den lejlighed. Hun blev derefter vikar i DR's kulturafdeling, men allerede i 1981 vendte hun tilbage til forlagsbranchen som redaktør på Tiderne Skifter.
I 1982 stiftede hun sit eget forlag, Rosinante, i sit hjem i Charlottenlund. Rosinante stod allerede i de unge år for en række udgivelser af høj kvalitet, bl.a. var Ries forlægger for Peter Høeg, der debuterede i 1988. Hun solgte i 1989 forlaget til Munksgaard, og blev herefter redaktionschef her. 1993-1994 var Ries formand for Kulturministeriets litteraturudvalg, hvilket førte til dannelsen af Litteraturrådet i 1996. Hun blev litterær direktør for Munksgaard i 1997, men valgte året efter at købe Rosinante tilbage, denne gang dog sammen med Gyldendal. Hun blev således atter forlagsdirektør. Gyldendal overtog alle aktierne i Rosinante i 2000, og to år senere fratrådte Merete Ries som direktør. I 2003 stiftede hun atter sit eget forlag, Ries Forlag.

## Anerkendelser
- 1987: PH-prisen